# Möhne
Möhne er en flod i Nordrhein-Westfalen i Tyskland. Möhne er en af Ruhrs sidefloder fra højre. Floden har sit udspring i Sauerland i en højde af 550 meter over havet. Möhne løber gennem byerne Brilon, Rüthen og Warstein. 
Der ligger en stor kunstig indsø ved mundingen af floden, Möhnesee, som bliver brugt til vandkraftproduktion og fritidsaktiviteter.

51°27′25″N 7°57′17″Ø / 51.45694°N 7.95472°Ø